# ABD Futebol Clube
ABD Futebol Clube é um clube de futebol da cidade de Santo Antônio de Goiás, no estado de Goiás.

## História

Primeiro escudo do clube, ainda como Abadia FC.

O clube foi fundado em 20 de novembro de 1971, com o nome de Abadia Futebol Clube e sediado na cidade de Abadia de Goiás, mas fez sua mudança de sede para Santo Antônio de Goiás e então passou a adotar o acrônimo de ABD. Estreou a primeira disputa profissional na Terceira divisão de 2021.
E começaram bem, vencendo na estreia, a partida válida pela primeira rodada do Terceira divisão de 2021 a equipe do América Futebol Clube (Goiás) pelo placar de 1 a 0, gol marcado aos dois minutos do segundo tempo pelo meia-campista Marcos Vinícius Marques de Siqueira, também conhecido como Marco Goiano.

## Estádio
A cidade de Santo Antônio de Goiás conta com um estádio, o Antônio Genoveva. Porém, em 2021, pelo Goianão 3ª divisão, o clube optou por mandar suas partidas no Estádio Abrão Manoel da Costa situado no município de Trindade, Goiás.